# Pirkko Mattila
Pirkko Mattila (ur. 2 kwietnia 1964 w Yli-Ii) – fińska polityk i pielęgniarka, posłanka do Eduskunty, w latach 2016–2019 minister spraw społecznych i zdrowia.

## Życiorys
Kształciła się w zawodzie pielęgniarki, pracowała w tym zawodzie blisko 20 lat. W 2005 uzyskała magisterium na Uniwersytecie w Oulu, w latach 2007–2011 była zatrudniona w centrum edukacji dorosłych. Zasiadła także w radzie gminy Muhos. Zaangażowała się w działalność polityczną w ramach partii Prawdziwi Finowie. W wyborach w 2011 po raz pierwszy została wybrana na posłankę do Eduskunty, a w 2015 z powodzeniem ubiegała się o reelekcję.
25 sierpnia 2016 weszła w skład koalicyjnego rządu Juhy Sipili jako minister spraw społecznych i zdrowia. Zastąpiła Hannę Mäntylę, która podała się do dymisji z powodów osobistych. W czerwcu 2017 opuściła klub poselski swojej partii, przechodząc do utworzonej wówczas frakcji Nowa Alternatywa. W 2019 znalazła się poza parlamentem, w czerwcu tegoż roku zakończyła pełnienie funkcji ministra.